# Давидівська сільська рада (Кіцманський район)
Дави́дівська сільська́ ра́да — адміністративно-територіальна одиниця та орган місцевого самоврядування в Кіцманському районі Чернівецької області. Адміністративний центр — село Давидівці.

## Загальні відомості
- Населення ради: 1 107 осіб (станом на 2001 рік)

## Населені пункти
Сільській раді були підпорядковані населені пункти:
- с. Давидівці

## Склад ради
Рада складалася з 16 депутатів та голови.
- Голова ради: Прунчак Михайло Васильович
- Секретар ради: Гначук Людмила Дмитрівна

### Керівний склад попередніх скликань
| Прізвище, ім'я, по батькові | Основні відомості                                                                                              | Дата обрання | Дата звільнення |
| --------------------------- | --- | ------------ | --------------- |
| Кав'юк Василь Васильович    | Сільський голова, 1968 року народження, безпартійний                                                           | 26.03.2006   | 31.10.2010      |
| Прунчак Дмитро Васильович   | Сільський голова, 1976 року народження, освіта незакінчена вища, член Всеукраїнського об'єднання «Батьківщина» | 31.10.2010   | 29.03.2013      |
| Прунчак Михайло Васильович  | Сільський голова, 1971 року народження, освіта середня спеціальна, член Партії регіонів                        | 15.12.2013   |                 |

Примітка: таблиця складена за даними сайту Верховної Ради України

### Депутати
За результатами місцевих виборів 2010 року депутатами ради стали:

#### За суб'єктами висування
| Суб'єкт висування | Кількість обраних депутатів | %   |
| ----------------- | --------------------------- | --- |
| Самовисування     | 16                          | 100 |

#### За округами
| № округу | Прізвище, ім'я, по батькові   | Дата визнання обраним | Освіта             | Партійна приналежність | Відомості про обраного депутата                                               |
| -------- | ----------------------------- | --------------------- | ------------------ | ---------------------- | ----------------------------------------------------------------------------- |
| 1        | Котик Дмитро Миколайович      | 02.11.2010            | середня            | позапартійний          | тимчасово не працює                                                           |
| 2        | Віксич Іван Васильович        | 02.11.2010            | середня            | позапартійний          | тимчасово не працює                                                           |
| 3        | Семенюк Людмила Костянтинівна | 02.11.2010            | середня спеціальна | позапартійна           | тимчасово не працює                                                           |
| 4        | Бевцик Параска Василівна      | 02.11.2010            | середня            | позапартійна           | тимчасово не працює                                                           |
| 5        | Гайко Людмила Миколаївна      | 02.11.2010            | вища               | член Партії регіонів   | Давидівський загальноосвітній навчальний заклад І-ІІ ст., практичний психолог |
| 6        | Бевцик Роман Юрійович         | 02.11.2010            | вища               | позапартійний          | тимчасово не працює                                                           |
| 7        | Пітак Марія Василівна         | 02.11.2010            | середня спеціальна | позапартійна           | тимчасово не працює                                                           |
| 8        | Кавюк Євгенія Миколаївна      | 02.11.2010            | вища               | позапартійна           | Давидівський загальноосвітній навчальний заклад І-ІІ ст., педагог-організатор |
| 9        | Баланецька Тетяна Михайлівна  | 02.11.2010            | вища               | член Партії регіонів   | Давидівський загальноосвітній навчальний заклад І-ІІ ст., вчитель             |
| 10       | Пілат Зоя Іванівна            | 02.11.2010            | середня            | позапартійна           | пенсіонер                                                                     |
| 11       | Пілат Микола Іванович         | 02.11.2010            | середня            | позапартійний          | тимчасово не працює                                                           |
| 12       | Пілат Віталій Васильович      | 02.11.2010            | середня            | позапартійний          | приватний підприємець                                                         |
| 13       | Тріщук Василь Юрійович        | 02.11.2010            | середня спеціальна | позапартійний          | пенсіонер                                                                     |
| 14       | Філіпчук Василь Васильович    | 02.11.2010            | середня            | позапартійний          | тимчасово не працює                                                           |
| 15       | Гначук Лариса Дмитрівна       | 02.11.2010            | вища               | позапартійна           | Давидівська сільська рада, секретар                                           |
| 16       | Пілат Корній Васильович       | 31.10.2010            | середня            | позапартійний          | приватний підприємець                                                         |